# Theophrastus (cráter)

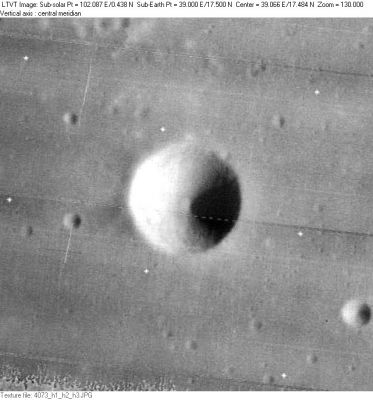
Fotografía de la misión Lunar Orbiter 4

Theophrastus es un pequeño cráter de impacto lunar situado en la parte sur del Sinus Amoris, una bahía de la parte noreste del Mare Tranquillitatis. Se encuentra al sureste del cráter inundado de lava Maraldi, habiendo sido designado Maraldi M hasta que la UAI le dio su nombre actual. Justo al sureste de Theophrastus se halla el cráter Franz, también inundado de lava.
|  |

Se trata de un cráter circular, con paredes interiores que descienden hasta el punto medio y un borde que se eleva ligeramente por encima del mar lunar circundante. El cráter tiene casi el mismo bajo albedo que la superficie cercana. No presenta otras características distintivas, y no se ha erosionado significativamente.